# Oberes Aulaqi-Scheichtum

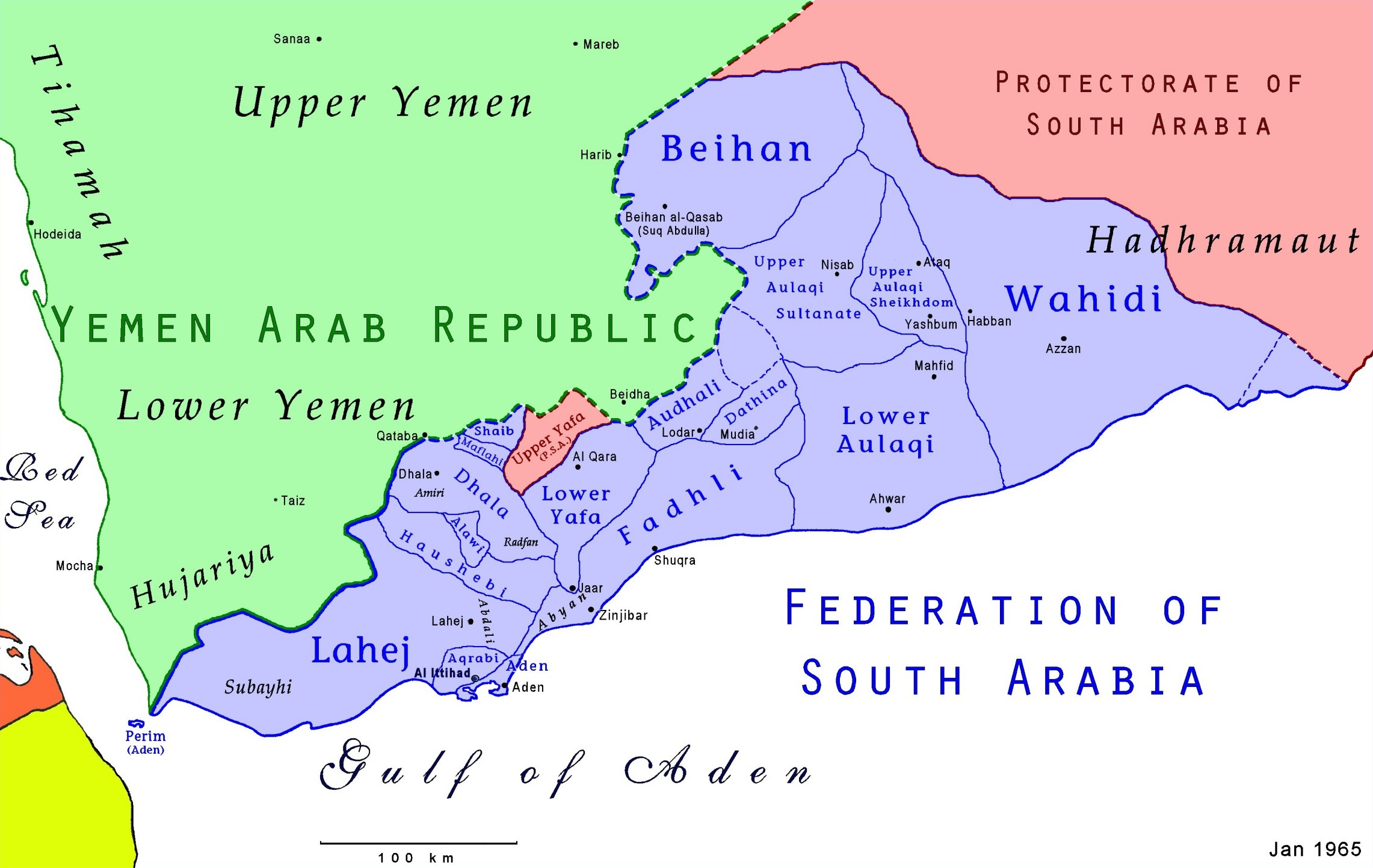
Karte der Südarabischen Föderation

Das Obere Aulaqi-Scheichtum (arabisch مشيخة العوالق العليا, DMG Mašyaḫat al-ʿAwāliq al-ʿUlyā) war ein Binnenstaat innerhalb der Südarabischen Föderation, nachdem es kurzzeitig zur Föderation der Arabischen Emirate des Südens gehört hatte. Seine Hauptstadt war Yeschbum.
Das obere Aulaqi-Scheichtum lag östlich des oberen und nördlich des unteren Aulaqi-Sultanats. Sein letzter Scheich Amir Abd Allah ibn Muhsin al-Yaslami al-Aulaqi, der wie alle seine Vorgänger zum Maʿn-Stamm gehörte, wurde 1967 entmachtet, woraufhin das Scheichtum in der Volksdemokratischen Republik Jemen aufging. Das Gebiet ist heute Teil der Republik Jemen.